# ديوك جونسون
ديوك جونسون (بالإنجليزية: Duke Johnson)‏ هو لاعب كرة قدم أمريكية أمريكي، ولد في 23 سبتمبر 1993 في ميامي في الولايات المتحدة.

## وصلات خارجية
- ديوك جونسون على موقع الاتحاد الدولي لألعاب القوى (الإنجليزية)
- ديوك جونسون على موقع مرجع كرة القدم المحترفة.كوم (الإنجليزية)